# Municipio de Stocking
El municipio de Stocking (en inglés: Stocking Township) es un municipio ubicado en el condado de Saunders en el estado estadounidense de Nebraska. En el año 2010 tenía una población de 453 habitantes y una densidad poblacional de 5,11 personas por km².

## Geografía
El municipio de Stocking se encuentra ubicado en las coordenadas 41°10′28″N 96°37′5″O / 41.17444, -96.61806. Según la Oficina del Censo de los Estados Unidos, el municipio tiene una superficie total de 88.64 km², de la cual 88,54 km² corresponden a tierra firme y (0,12 %) 0,11 km² es agua.

## Demografía
Según el censo de 2010, había 453 personas residiendo en el municipio de Stocking. La densidad de población era de 5,11 hab./km². De los 453 habitantes, el municipio de Stocking estaba compuesto por el 99,56 % blancos, el 0,44 % eran afroamericanos. Del total de la población el 0,44 % eran hispanos o latinos de cualquier raza.